# Bima

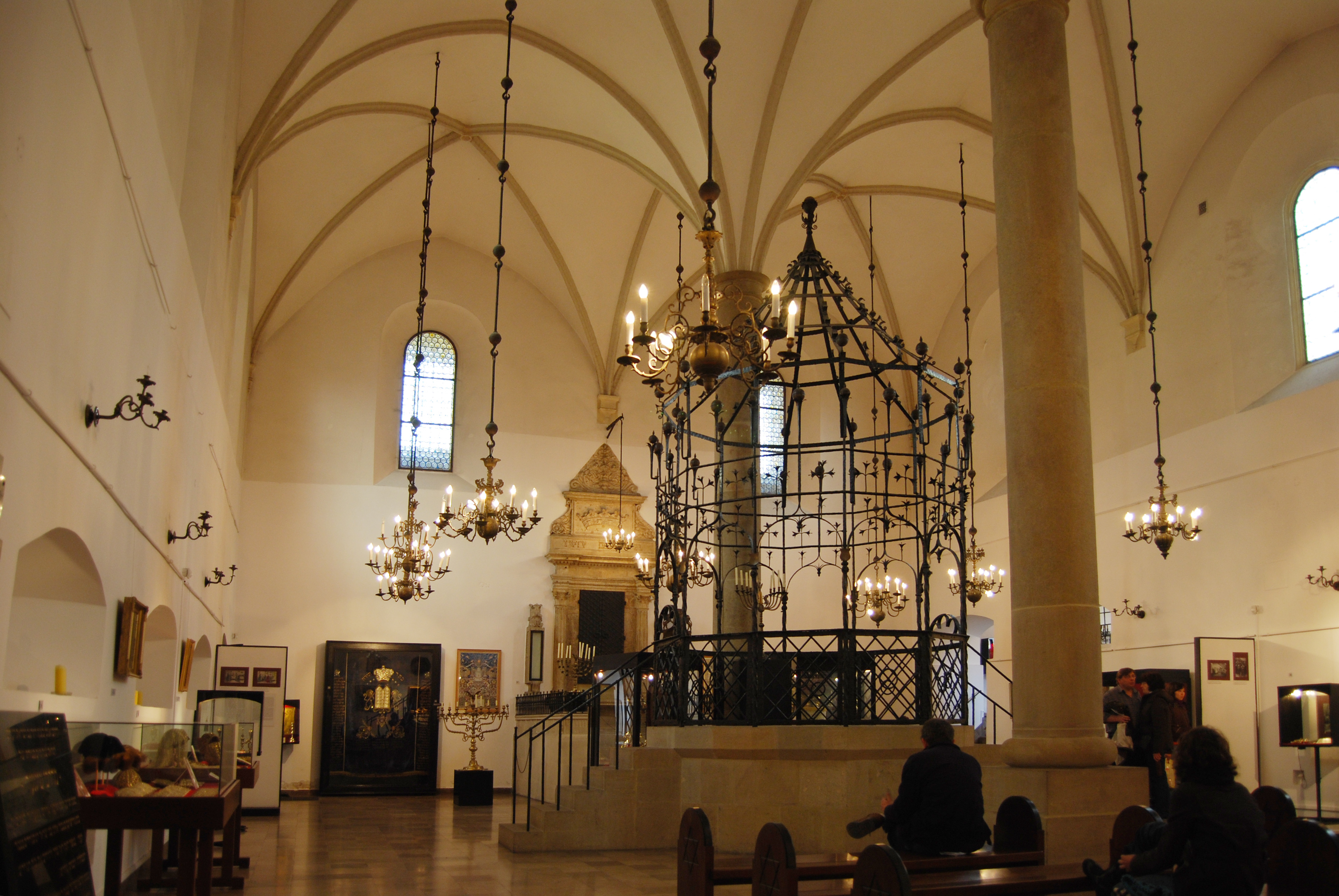
Bima w Starej Synagodze w Krakowie

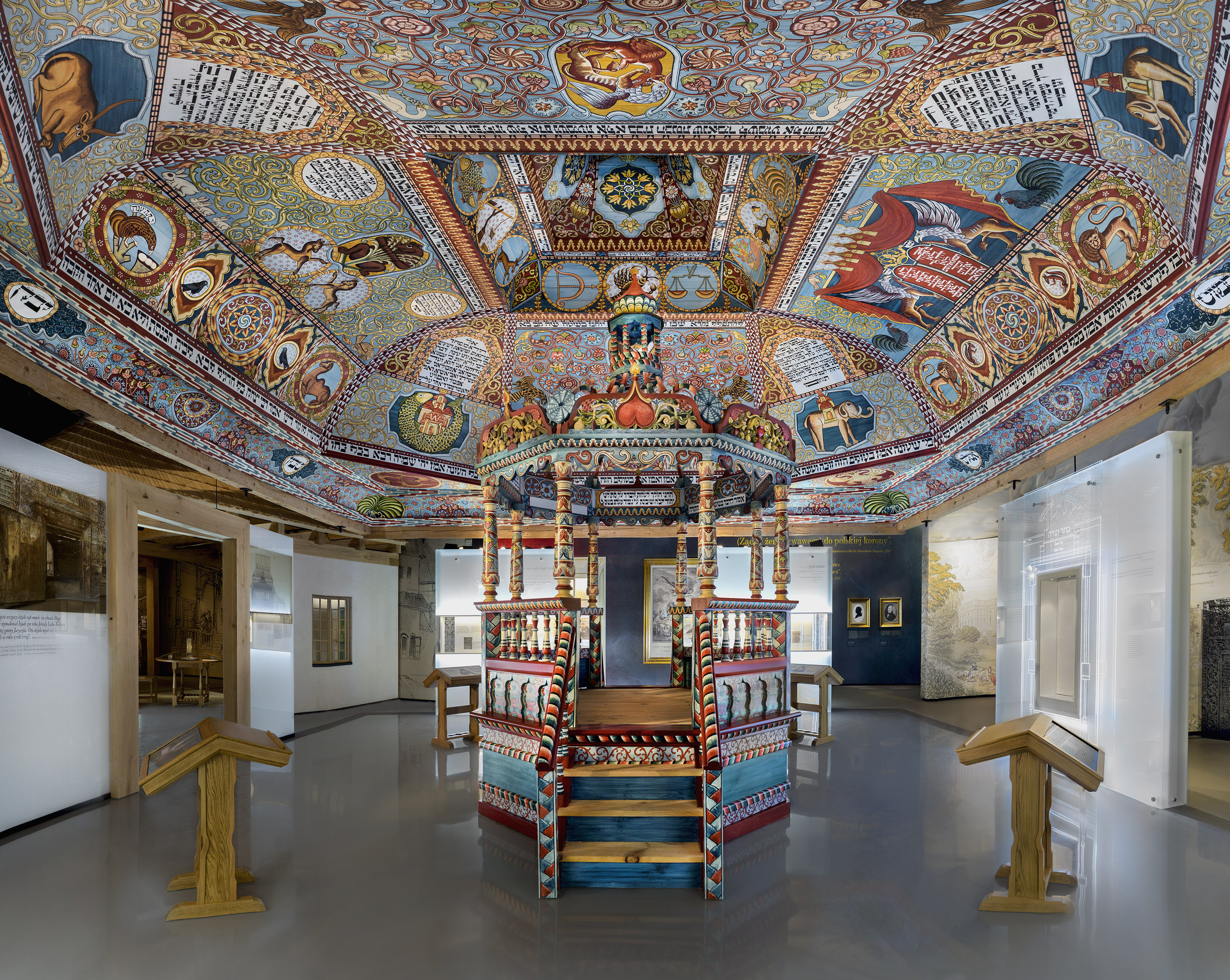
Bima zrekonstruowanej synagogi w Gwoźdźcu w Muzeum Historii Żydów Polskich w Warszawie

Bima, belmer (hebr. ‏בימה‎ dosł. „podwyższenie”, „wieża”; jid. ‏בימה‎ bime), almemar (jid. ‏באַלעמער‎, balemer), w nazewnictwie aszkenazyjskim bałemer, almejmar, a w nazewnictwie sefardyjskim tewa (hebr. ‏תבה‎ dosł. „skrzynia, arka”) – podwyższone miejsce w synagodze, z którego odczytywana jest Tora oraz księgi prorockie i prowadzone są modlitwy.
Zazwyczaj umieszczana jest ona w centrum synagogi. Bima w salach jednonawowych oraz dziewięciopolowych ma zwykle kształt ośmiobocznego podium. W salach z bimami-wieżami podia te, zazwyczaj kwadratowe, były wbudowane pomiędzy cztery filary. Dostęp do niej jest zapewniony przez schodki, ulokowane z jednej lub z dwóch stron. W obu przypadkach podia wraz z prowadzącymi na nie schodkami były otoczone balustradami o różnej formie i wykonanymi z różnych materiałów.
Rabini poszczególnych nurtów judaizmu nie wypracowali jednolitego miejsca sytuowania bimy. Stosowane są zróżnicowane rozwiązania architektoniczne:
- w synagogach sefardyjskich bima jest lokowana pod zachodnią ścianą głównej sali, naprzeciw szafy ołtarzowej aron ha-kodesz,
- w aszkenazyjskich synagogach ortodoksyjnych bima najczęściej umieszczana jest w środkowej części głównej sali modlitw,
- w synagogach reformowanych bima jest lokowana przy ścianie wschodniej i wraz z szafą ołtarzową aron ha-kodesz stanowi jeden zespół.

Bimy altanowe, otoczone balustradą i zwieńczone baldachimem, pojawiły się w drugiej połowie XVI wieku.